# Lars Bohm
Lars Olofsson Bohm, född 1571 i Örebro, död 19 mars 1629, var en svensk borgmästare.

## Biografi
Lars Bohm föddes 1571 i Örebro. Han var son till Olof Pedersson och Brita Jakobsdotter. Bohm blev 1602 rådman i Örebro stad, 1605 borgmästare och 1616 överborgmästare. År 1624 skänkte han en ljuskrona till Örebro kyrka.  Han avled 1629 och begravdes i Örebro kyrka, där ett epitafium över honom sattes upp.

### Familj
Bohm gifte sig första gången 5 februari 1600 med Ingeborg Persdotter (död 1601), dotter till borgmästaren Per Jonsson.
Bohm gifte sig andra gången 26 augusti 1604 med Ingrid Larsdotter (1589–1662), dotter till befallningsmannen Lars Andersson på Örebro slott och Elin. De fick tillsammans barnen hovrättssekreteraren Lars Bohm (1609–1645) och kamreren Anders Bohm (1611–1663).